# آلبرت اورهوسر
 آلبرت اورهوسر (انگلیسی: Albert Overhauser؛ زاده ۱۷ اوت ۱۹۲۵ درگذشته ۱۰ دسامبر ۲۰۱۱) یک فیزیک‌دان اهل ایالات متحده آمریکا بود. بیشتر شهرت او به خاطر نظریه هسته ای اورهوسر است.